# Епископ новобрдски Иларион
Иларион (световно Растко Лупуловић; Београд, 16. октобар 1974) је епископ новобрдски, викар Патријарха српског. Обавља дужност координатора за верску наставу Архиепископије београдско-карловачке. До избора за епископа новобрдског био је старешина манастира Драганац.

## Биографија
Пре замонашења у августу 1996. године, био је филмски и позоришни глумац под световним именом Растко Лупуловић. Глуму је студирао на Факултету драмских уметности у Београду, на класи са Катарином Жутић, Бојаном Маљевић, Ненадом Јездићем и другима. Познат је по улогама у филмовима: Биће боље (као Бобан) и Пакет аранжман (као Дарко Поповић). Свирао је електричну гитару у групи Канда, Коџа и Небојша.
Са својим колегом са класе Ненадом Јездићем, први пут је дошао у манастир Високи Дечани 1992. године после прве године глуме и свој живот рачуна до тада и од тада.
Године 1996. је добио награду Зоран Радмиловић.
Замонашио се у манастиру Високи Дечани у августу 1996. године. Епископ рашко-призренски Теодосије га је поставио за игумана манастира Драганац у јулу 2013.
У Недељу Православља 2012. у манастиру Драганац, епископ Теодосије га је рукопроизвео у чин протосинђела.
На редовном заседању Светог архијерејског Сабора Српске православне цркве, 21. маја 2022. године изабран је за викарног епископа Епархије рашко-призренске са титулом епископ новобрдски. Чин наречења обављен је 19. новембра 2022. у Саборној цркви у Београду, а хиротонија 20. новембра 2022. у Храму Светог Саве у Београду.

## Филмографија
| Год.       | Назив                | Улога         |
| ---------- | -------------------- | ------------- |
| 1990-те    |                      |               |
| 1994.      | Биће боље            | Бобан         |
| 1994.      | Вуковар, једна прича | Писар         |
| 1994—1995. | Отворена врата       | Миланче       |
| 1995.      | Пакет аранжман       | Дарко Поповић |
| 1996.      | Филомена Мартурано   | Келнер 2      |